# CEVA 철도
CEVA 철도(Cornavin-Eaux-Vives-Annemasse)는 스위스 제네바의 제네바 호수 북쪽에 있는 주요 기차역(코르나방)과 제네바 호수 남쪽 프랑스 안마스에 있는 안마스역를 연결하기 위해 설계된 궤도 철도이다. 이 연결은 주요 스위스 철도 네트워크와 프랑스 SNCF 서비스가 2013년까지 제공한 오트사부아주의 안마스 동쪽 고립된 노선 사이를 통과할 수 있게 해준다. 오비브역의 노선에 새로운 역이 건설되었다. 이 역과 국경 사이의 선은 터널의 복선으로 대체되었다. 트랙은 이미 스타드 드 제네브(Stade de Genève)역까지 존재했다. 2019년 12월 15일에 레만 익스프레스 및 레기오익스프레스 서비스까지 전체 노선이 개통되었다.

## 배경
이 프로젝트는 제네바의 서쪽, 남쪽 및 남동부 교외를 가로지르는 안마스와 제네바 코르나방역를 연결하는 외부 링 링크의 나머지 부분을 건설하는 것이었다. 그것은 제네바 지역의 대중교통 네트워크를 향상시키기 위해 계획되었으며, 제네바 지역은 제네바 지역과 프랑스 주변 지역 사이를 매일 여행하는 수천 명의 국경을 넘는 통근자들과 함께 국경을 초월한 도시가 되었다. 스위스 연방 철도의 노선 로잔-제네바 코르나방-제네바 공항과 프랑스 국유 철도의 노선 제네바 코르나방- 벨가르드 쉬르-발세린 -리옹과 토농-레-뱅, 에비앙-레-뱅을 제공하는 오트사부아 노선을 연결한다. 그리고 아르브 계곡에서 생제르베와 샤모니뿐만 아니라 안마스에서 안시까지 연결된다.
프로젝트의 기원은 1850년으로 거슬러 올라간다. 1888년에는 오비브에서 안마스까지의 노선이 개통되었다. 오비브에서는 코르나방으로 향하는 제안된 링크의 선형에 있는 주요 도로를 가로지르는 교량을 위해 교대를 건설했다. 이 제네바 고리는 이탈리아로 가는 심플론선의 일부로, 파리와 디종에서 포실 터널을 거쳐 제네바로 가는 직통 루트를 사용하여 제네바 호수의 남쪽을 따라 생모리스까지 가는 새로운 노선의 일부였다. 이 노선은 디종 – 발로브 – 로잔 – 생모리스 노선을 이탈리아로 가는 주요 심플론선으로 유지하는 데 성공한 보주의 경쟁으로 인해 실현되지 못했다.
연방과 주 사이의 1912년 계약에 따르면 각 파트너는 CEVA와 SBB 건설 비용의 1/3을 추가로 지불할 것이라고 했다.
1949년에 순환선의 첫 번째 구간이 건설되어 코르나방을 라프레이의 새로운 대형 화물 적재창으로 연결했지만, 화물 전용으로만 사용되었다. 2013년까지 오비브–안마스 노선은 SNCF 열차가 운행하는 고립된 셔틀로 남아 있었다. 노선(인프라)은 법적으로 제네바주 철도(Chemin de Fer de l'Etat de Genève)였다.
100년이 넘는 기간 동안 수많은 잘못된 출발 이후, 링 라인 프로젝트는 1990년대에 다시 태어났고, 2002년 12월 19일에 개통되어 현재의 종착역인 랑시퐁루즈역까지 라프레이 노선에 여객 서비스가 도입되었다. 제네바의 코르나방을 통과한 후 보주의 코페에서 오는 지역 열차. 퐁루즈(Pont Rouge)는 제네바 트램 루트 15번의 인터체인지 역할을 한다.
첫 번째 공식 CEVA 프로젝트 작업은 지난 2년 동안 수행되었으며, CEVA 열차가 사용할 플랫폼을 위한 공간을 허용하기 위해 남쪽의 코르나방을 확장하는 것으로 구성되었다. 이것은 역사적으로 등재된 건물을 몇 미터 옮기는 것을 수반했다.

## 건설
연방 교통국의 계획 승인은 2008년 5월 5일에 이루어졌지만, 반대자들은 이 사건을 법원에 제기했다. 연방 행정 법원은 2011년 6월 항소를 기각했지만, 반대자들도 연방 법원으로 가는 마지막 단계를 밟았다.
2012년 3월 28일, 연방 행정 법원은 남아 있는 모든 이의를 기각하여 법적 절차를 마무리하고 작업이 자유롭게 진행되도록 허용했다.
2012년에 오비브역은 폐쇄되었고, 사용되지 않은 쉔부르(Chêne-Bourg)역은 2013년 4월 1일까지 재개장되었으며, 건설을 시작할 수 있도록 모든 기차 서비스가 중단되었다. 안마스에서 오비브까지 대체 버스 서비스가 운행되기 시작했다.
CEVA선은 안마스 플랫폼 중 하나에 대한 트랙을 포함하여 스위스 15kV 16.7Hz로 전철화된다. 제네바 지역의 전철화 상황을 단순화하기 위해 2014년 여름부터 제네바-코르나방과 벨그라드 사이의 구간이 1500V DC에서 25kV 50Hz AC로 변경되었다.
CEVA선을 통한 새로운 서비스는 2019년 12월에 개설되었다. 이 노선은 레만 익스프레스로 상표가 붙었고 슈타들러 철도에 의해 스위스에서 건설된 새로운 슈타들러 FLIRT 전기 다중 단위 열차와 함께 운영되었다.

## 노선
완공 이후 코르나방에서 바세드프제(Bachet-de-Pesay)의 라프레유를 거쳐 아르브강을 지나 숑펠(Champel) 코뮌 아래의 터널과 과거 오비브를 거쳐 안마스까지 지하로 이어지는 연속 철도 노선이 프랑스에 대한 재정 지원으로 이어진다. 새로운 기반 시설의 일부가 건설되었다.
CEVA 프로젝트는 4가지 주요 부문으로 구성되어 있다.
1. 코르나방과 바세드프제 사이: 코르나방과 라프레이역 사이의 CFF 라인(1949년 이후 존재)이 보수되었다.
2. 바세드프제와 오비브역 사이: 다리를 통해 아르브강을 건너고 터널을 통해 Champel 코뮌 아래를 달리는 새로운 CFF 라인이 건설되었다.
3. 오비브역과 프랑스-스위스 국경 사이: 1888년부터 존재했던 단일 선로 SNCF 선이 제거되고 기존 지상 선로와 동일한 경로를 덮는 새로운 복선 지하 선로가 건설되었다.
4. 국경과 안마스 사이 : 1888년부터 설치된 단일 트랙 SNCF 라인이 업그레이드되었다. 그러나 최근까지 소유주인 프랑스 철도시설공단  (RFF, 현재 SNCF 레조)도, 프랑스 당국도 이 노선의 일부를 재정지원하고, 실현하기 위한 조치를 취하지 않았다.